# Административни области в Гърция
Регионът (на гръцки περιφέρεια, периферия) е основна административна единица в Република Гърция. Регионите са 13 - девет на континента и четири, обхващащи гръцките острови. Регионите се разделят на 54 регионални единици, в миналото области (нома).

## Области
1. Атика (Αττική)
2. Централна Гърция (Στερεά Ελλάδα)
3. Централна Македония (Κεντρική Μακεδονία)
4. Крит (Κρήτη)
5. Източна Македония и Тракия (Ανατολική Μακεδονία και Θράκη)
6. Епир (Ήπειρος)
7. Йонийски острови (Ιόνια νησιά)
8. Северен Егей (Βόρειο Αιγαίο)
9. Пелопонес (Πελοπόννησος)
10. Южен Егей (Νότιο Αιγαίο)
11. Тесалия (Θεσσαλία)
12. Западна Гърция (Δυτική Ελλάδα)
13. Западна Македония (Δυτική Μακεδονία)

Автономният регион Агиос Орос (Άγιος Όρος), познат в България под името Света гора, административно е включен в област Централна Македония, но има специален статут.